# Даничівська сільська рада
Да́ничівська сільська́ ра́да — орган місцевого самоврядування в Корецькому районі Рівненської області. Адміністративний центр — село Даничів.

## Загальні відомості
- Даничівська сільська рада утворена в 1989 році.
- Територія ради: 21,067 км²
- Населення ради: 807 осіб (станом на 2001 рік)

## Населені пункти
Сільській раді підпорядковані населені пункти:
- с. Даничів

## Склад ради
Рада складається з 12 депутатів та голови.
- Голова ради: Новак Леонід Васильович
- Секретар ради: Гребень Лариса Дмитрівна

### Керівний склад попередніх скликань
| Прізвище, ім'я, по батькові | Основні відомості                                                                | Дата обрання | Дата звільнення |
| --------------------------- | -------------------------------------------------------------------------------- | ------------ | --------------- |
| Новак Леонід Васильович     | Сільський голова, 1974 року народження, освіта вища, член Народного Руху України | 26.03.2006   | 31.10.2010      |
| Новак Леонід Васильович     | Сільський голова, 1974 року народження, освіта вища, безпартійний                | 31.10.2010   |                 |

Примітка: таблиця складена за даними сайту Верховної Ради України